# TGIF
TGIF（ティージーアイエフ）（英語）とは「Thank God It's Friday」（「今日は金曜日で、神に感謝します」または「今日は金曜日で良かった！」）の頭字語。勤務や学校の一週間の最終日・金曜日を迎えた事を神に感謝する表現。電子メールやテキストメッセージに多用される。起源は1960年代。最初に使ったのは1965年設立のレストランT.G.I.フライデーズである。しかしながら、この言葉が大衆化されたのは1970年に入ってからで、1967年公開の同名映画が大きく寄与している。
バブル景気時代の日本では、似たようなニュアンスで花金と言われた。

## 大衆文化
- 2011年、ポップ歌手のケイティ・ペリーはT.G.I.F.について歌った「ラスト・フライデイ・ナイト」という楽曲を発売した。
- ヒップホップアーティストのキッド・カディは「T.G.I.F.（Thank God, I'm Fresh.）」という楽曲を販売している。
- この言葉を題材にした大衆ディスコ映画で、ドナ・サマーなどスターが勢ぞろいする映画（Thank God It's Friday）は1978年に公開された。